# Intair
Intair era uma companhia aérea canadense com sede em Ontário, Canadá.

## História
A Intair foi fundada em 1989 e começou suas operações após a Nordair ter sido comprada pela Canadian Pacific Air Lines.
A Intair operou serviços de passageiros a jato entre Toronto e Montreal com aeronaves Fokker 100. A Intair operava até doze voos sem escalas por dia entre o Aeroporto Montreal Dorval e o Aeroporto Toronto Pearson, e com serviços sem escalas entre Montreal e Quebec City, Rouyn-Noranda, Saguenay e Val-d'Or na província de Quebec, e sem escalas entre Montreal e Moncton na província de New Brunswick também.

## Frota
A frota da Intair consistia nas seguintes aeronaves:
| Aeronaves  | Total | Notas |
| ---------- | ----- | ----- |
| Fokker 100 | 7     |       |
| ATR-42     | 6     |       |
| Total      | 13    |       |

A Intair também operou as seguintes aeronaves:
- Fairchild Swearingen Metroliner